# Guy Bolivar Djoya
Guy Bolivar Djoya est un artiste du groupe musical Rrum-Tah, et le neveu de Roger Nkembe Pesauk.

## Biographie

### Enfance, éducation et débuts
Guy Bolivar Djoya est né en 1976 au Cameroun. Il est le neveu de l'artiste Roger Nkembe Pesauk. Et fait des études universitaires en Arts plastiques.

### Carrière
Guy Bolivar Djoya rejoint le groupe Rrum Tah à sa création avec son oncle Roger Nkembe Pesauk qui est producteur-arrangeur, musicien-auteur-compositeur, et fondateur du label Soyoko.
De 1987 à 1995, il fait partie du groupe Rrum-Tah créé par son oncle, et composé de 5 enfants chanteurs (Ahri Yell, Laya, Njoya Guy Bolivar, Linda, et Nadiya). Il est regulièrement appelé l'artiste à la voix roque.
En 1988, il se fait connaître du public comme unique garçon de Rrum-Tah, le 1er groupe camerounais d’enfants et d’adolescents chanteurs-interprètes professionnels. Entre 1988 et 1994, avec 4 albums (dont «Mbambambé» et «Djoya Guy Bolivar»,) de nombreux spectacles et une collaboration avec la chanteuse française Chantal Goya sont réalisés.
Durant les années 2000, Guy Bolivar Djoya se met en retrait de la vie artistique publique et se consacre à une carrière de professionnel de la communication à des postes de responsabilités
marketing et commerciales dans diverses sociétés. Il participe à plusieurs projets sociaux.

### Vie privée
Guy Bolivar Djoya est marié et père d'enfants[réf. nécessaire].